# Koninklijke Orde van het Rode Kruis (Verenigd Koninkrijk)

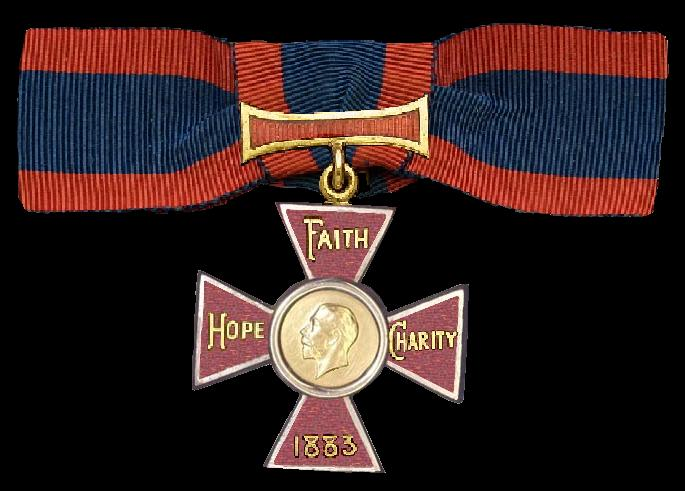
De versierselen van een lid aan het lint van de orde. Dit is een kruis van een lid met gesp uit de regeringsperiode van koning George V (1910-1936

De Koninklijke Orde van het Rode Kruis (Engels: Royal Order of the Red Cross) is op 23 april - andere bronnen noemen de 27e april - 1883 door koningin Victoria ingesteld als damesorde en dient ter beloning van uitzonderlijke verdienste tijdens het verplegen van gewonde militairen en matrozen (Engels: "exceptional services in military nursing").
De eerste kruisen werden na de Zoeloe-oorlog in Zuidelijk Afrika verleend.
Deze militaire onderscheiding kende bij de instelling een enkele graad, die van "lid" (Engels: "Member"), in november 1915 uitgebreid met een geassocieerd lid (Engels: "Associate"). Een geassocieerd lid kan worden bevorderd tot lid in de orde. De orde kan aan alle rangen van het leger, de Luchtmacht en de Marine worden verleend maar wordt slechts zelden toegekend. De orde kan ook aan buitenlanders worden verleend.
De onderscheiding wordt aan volledig opgeleide verpleegsters die zich gedurende een lange en continue periode met toewijding en vakkennis aan het verplegen hebben gewijd en ook aan verpleegsters die, op hun werkplek, bij ten minste één gelegenheid uitblonken in dapperheid en toewijding verleend. Bij herhaalde verlening van deze onderscheiding wordt sinds 1917 een rood geëmailleerde gesp op het lint gedragen.
Voor 1976 werd de orde alleen aan vrouwen verleend, nu staat zij ook voor verplegers open.
Het kruis van de orde is rood geëmailleerd en goudomrand. Voor 1889 was het van goud, later van verguld zilver of zilver. Op het gouden medaillon is sinds 1889 de Britse monarch afgebeeld. Op de drie bovenste armen staan de woorden "Geloof", "Hoop" en "Liefde", (Engels: "Faith", "Hope" en "Charity"), in gouden letters. Op de onderste arm stond tot 1938 het jaartal "1883". Nu is daar het jaar waarin de orde werd verleend vermeld. De keerzijde van het kruis toont een medaillon met het gekroonde monogram van de regerende koning.
Bij een geassocieerd lid is in het kruis zilver in plaats van goud gebruikt.
Het lint van de orde is donkerblauw met rode strepen. Dames dragen deze onderscheiding aan een strik op de linkerschouder of aan een lint, twee vingers breed, op de borst. Heren dragen het kruis aan een lint op de borst.
De leden van de orde plaatsen de letters "RRC" of "ARRC" achter hun naam.